# サックス・フィフス・アベニュー

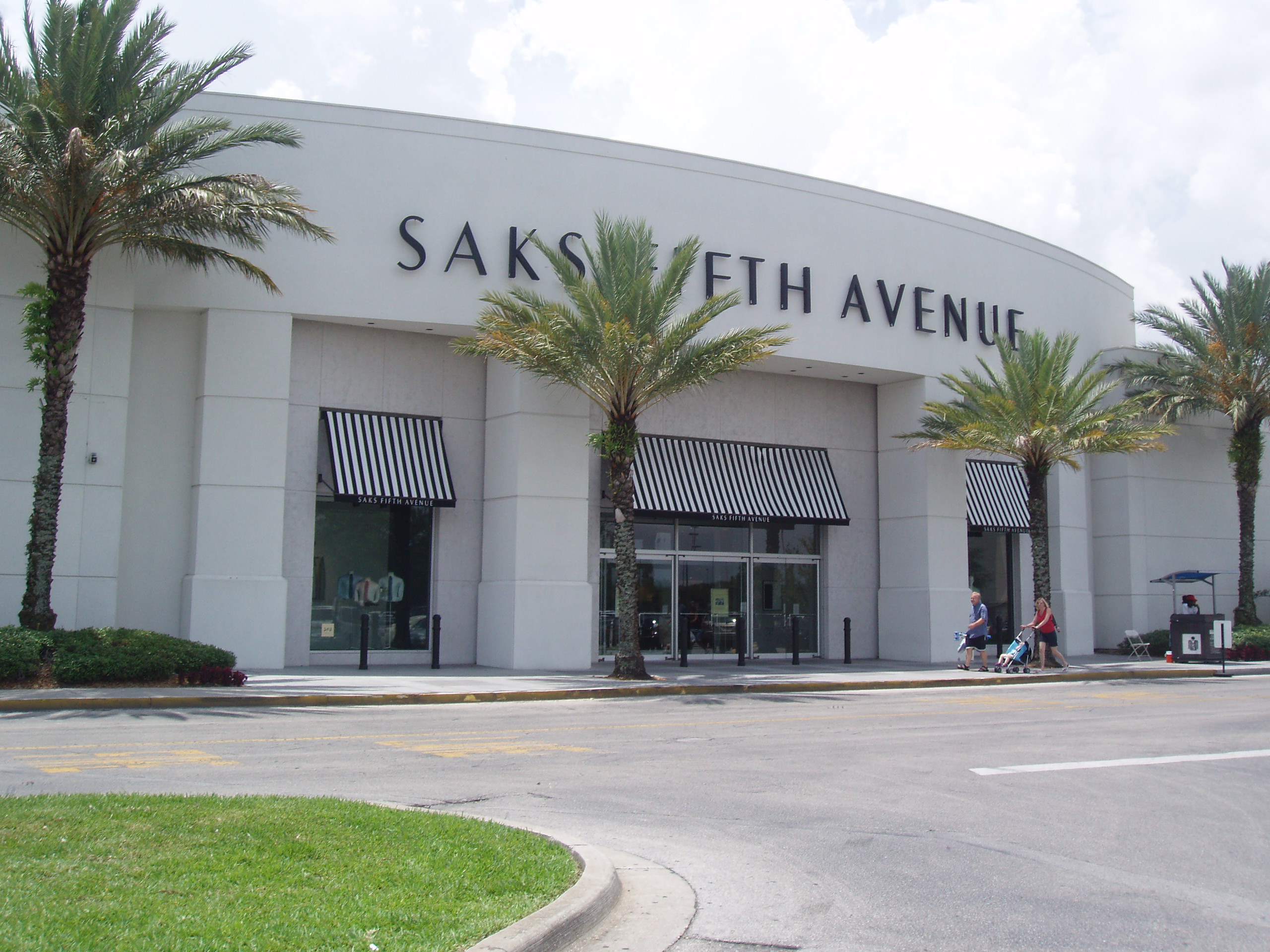
サックス・フィフス・アヴェニューの郊外店舗

サックス・フィフス・アベニュー（Saks Fifth Avenue）は、アメリカ合衆国・ニューヨーク市マンハッタンの5番街 (Fifth Avenue) を拠点とする、高級百貨店チェーンである。

## 概要
競合する高級百貨店チェーンとして、ブルーミングデールズ、ニーマン・マーカスなどがある。運営は、サックス・フィフス・アベニューエンタープライズ（SFAE、本社はアラバマ州・バーミングハム）。 同社は、サックス・フィフス・アベニュー62店舗と、サックス・オフ・フィフス・ストアーズ53店舗を擁する。ニューヨーク・5番街の旗艦店が、全店舗の売り上げの約20%を占めるといわれる。店舗は米国だけではなく、バーレーンやカザフスタンにもある。2007年には、1997年から使用していた従来のものに代わる新しいロゴの使用を開始した。
2013年7月にカナダの百貨店小売企業ハドソン湾会社（Hudson's Bay Company, 略称：HBC）がサックス・フィフス・アベニューを運営するサックス社（Saks, Inc.）を買収することを発表した。
2021年4月、動物愛護の観点から毛皮類を忌避する消費者の嗜好の変化を受けて、2022会計年度末までに店舗とネットの両方で、動物の毛皮製品の販売を停止することを公表した。